# Libodřice
Libodřice (en allemand : Liboderschitz) est une commune du district de Kolín, dans la région de Bohême-Centrale, en République tchèque. Sa population s'élevait à 305 habitants en 2020.

## Géographie
Libodřice se trouve à 8 km à l'est de Kouřim, à 9 km à l'ouest-sud-ouest de Kolín et à 48 km à l'est-sud-est de Prague.
La commune est limitée par Plaňany et Břežany I au nord, par Křečhoř et Lošany à l'est, par Polní Voděrady au sud, et par Krychnov à l'ouest.

## Histoire
La première mention écrite de la localité date de 1266.